# 函館市舊英國領事館

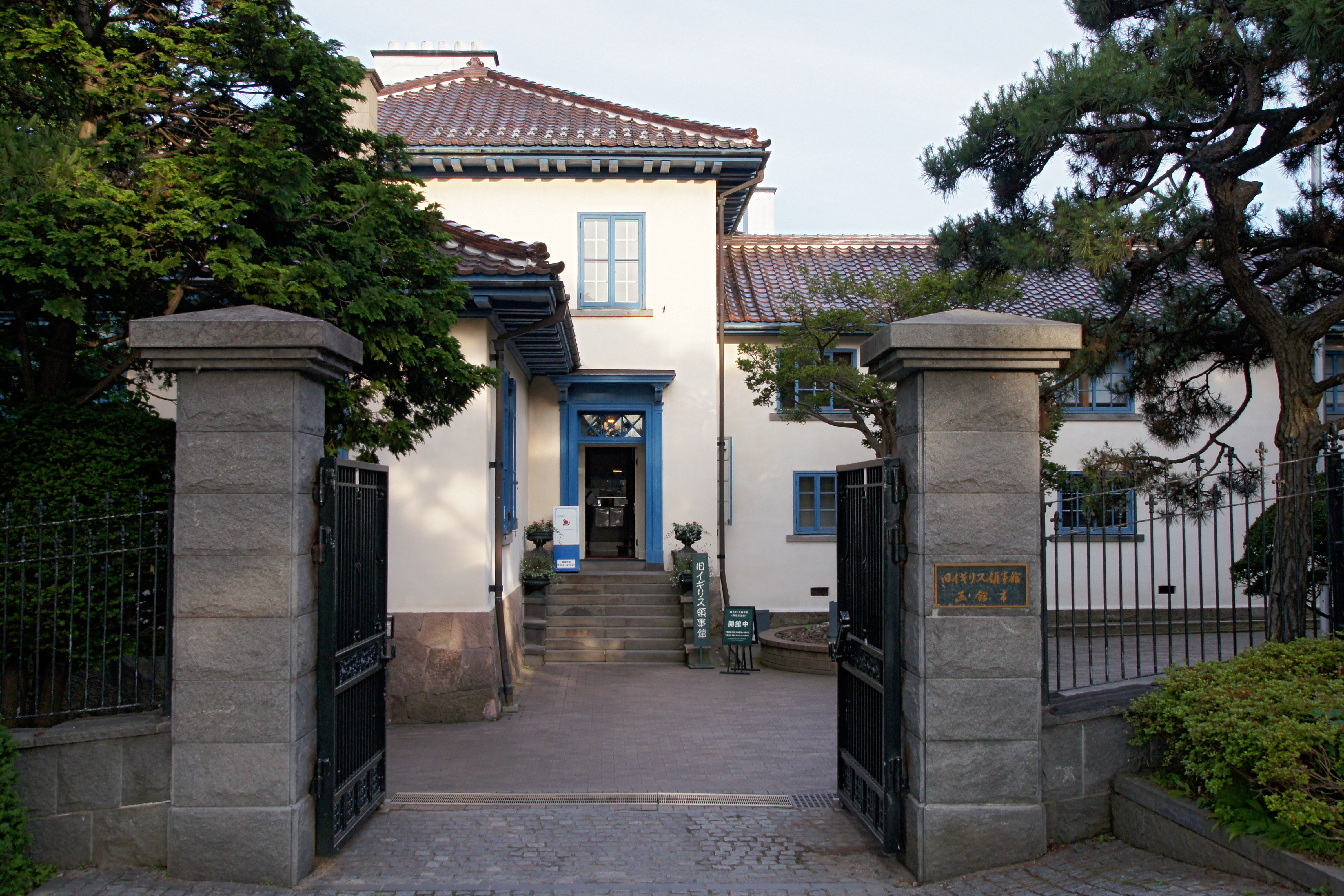
函館市舊英國領事館

函館市舊英國領事館（日语：函館市旧イギリス領事館）是一座位於日本北海道函館市元町的建築，曾是英國的領事館。英國於1859年在函館設立領事館，是
函館僅次於美國、俄羅斯第三個設立領事館的國家。領事館在歷史上多次發生發火。現在的建築在1913年至1934年為領事館。現在該建築是開港紀念館。

## 外部連結
- 函館市旧イギリス領事館 （页面存档备份，存于）

41°45′57.4″N 140°42′38.5″E / 41.765944°N 140.710694°E